# Joan Verdu Sanchez
Joan Verdu Sanchez (Andorra la Vella, 23 mei 1995) is een Andorrees alpineskiër. 

## Resultaten

### Olympische Spelen
| Jaar | Plaats       | Onderdeel    | Tijd    | Resultaat |
| ---- | ------------ | ------------ | ------- | --------- |
| 2014 | Sotsji       | reuzenslalom |         | DNF       |
| 2018 | Pyeongchang  | combinatie   | 2:12,54 | 27e       |
| 2018 | Super G      | 1:26,86      | 28e     |           |
| 2018 | afdaling     | 1:44,65      | 37e     |           |
| 2018 | reuzenslalom |              | DNF     |           |
| 2022 | Peking       | combinatie   |         | 9e        |
| 2022 | Super G      |              | 22e     |           |

### Olympische Jeugdspelen
| Jaar | Plaats       | Onderdeel | Tijd    | Resultaat |
| ---- | ------------ | --------- | ------- | --------- |
| 2012 | Innsbruck    | slalom    | 1:21,33 | 8e        |
| 2012 | combinatie   |           | DNF     |           |
| 2012 | Super G      | 1:04,65   | Brons   |           |
| 2012 | reuzenslalom |           | DNF     |           |

### Wereldkampioenschappen
| Jaar | Plaats       | Onderdeel    | Tijd    | Resultaat |
| ---- | ------------ | ------------ | ------- | --------- |
| 2013 | Schladming   | reuzenslalom | 2:41,33 | 39e       |
| 2017 | Sankt Moritz | afdaling     | 1:41,54 | 33e       |
| 2017 | combinatie   | 2:29,72      | 27e     |           |
| 2017 | Super G      |              | DNF     |           |
| 2017 | reuzenslalom |              | DNS     |           |